# Snö
För andra betydelser, se Snö (olika betydelser).

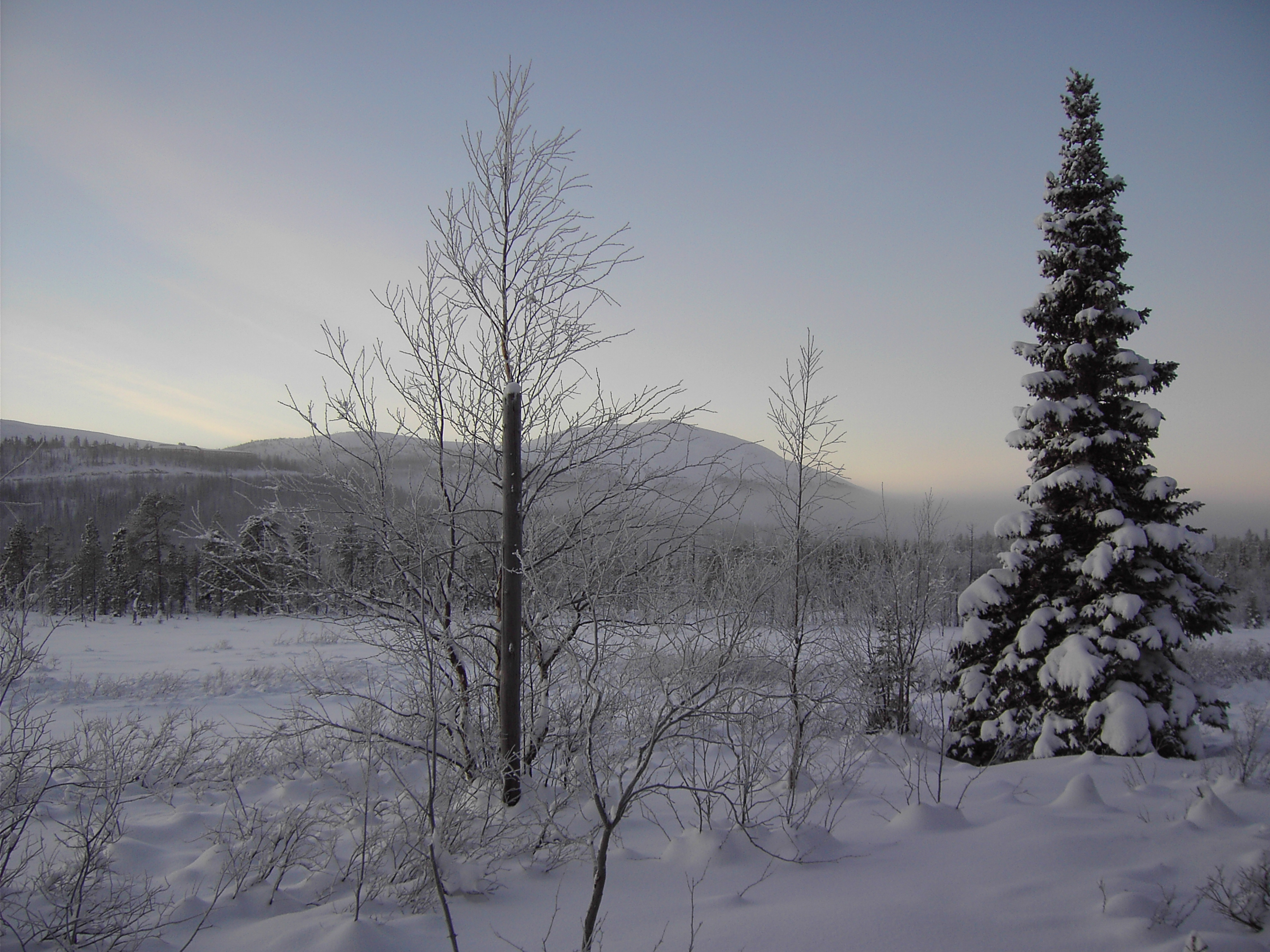
Vid foten av Dundret, Sverige, december 2005.

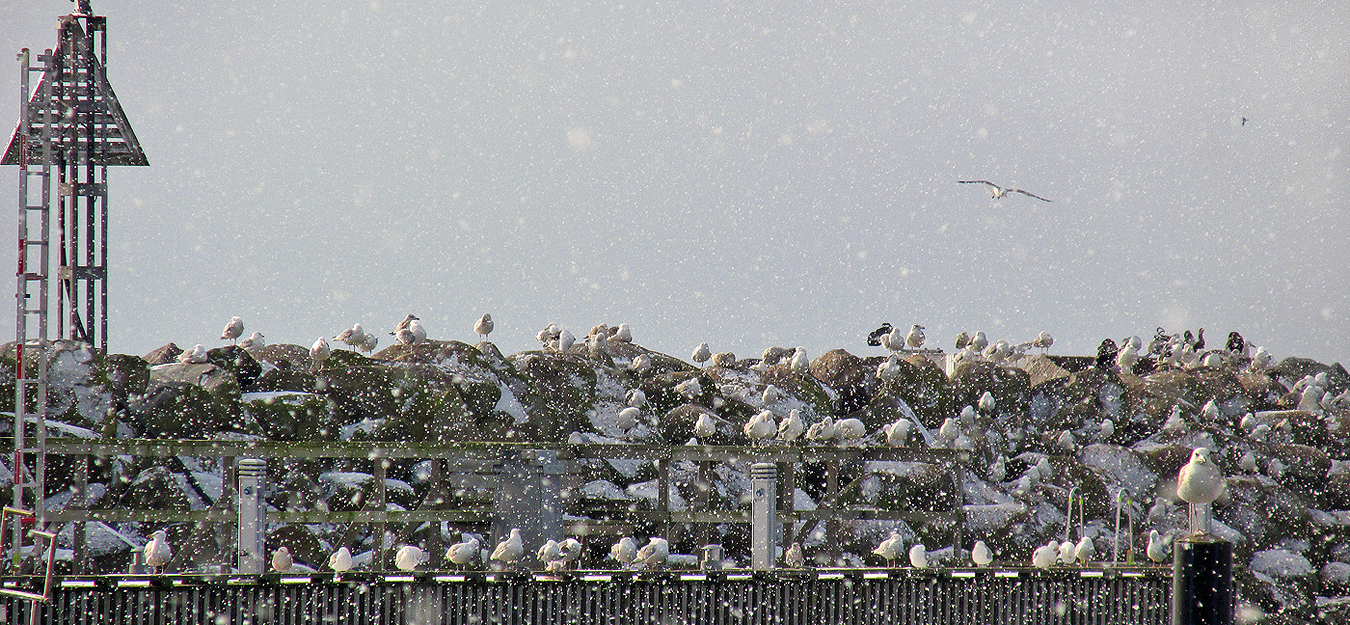
Snöfall över inre vågbrytaren i Ystads småbåtshamn 5 februari 2015.

Snö är nederbörd i form av iskristaller, enstaka eller sammanfogade, som faller från ett moln men kan även referera till snö, som ligger på marken. Snöfall betecknar specifikt nederbörden och snötäcke betecknar snö på marken. Snö som virvlar upp från marken av tillräckligt kraftig och byig vind kallas snödrev. Snö är vanligast på vintern, men kan förekomma andra årstider om temperaturen medger detta, till exempel i subarktiska områden eller områden på hög höjd. De nedfallande iskristallerna kallas snöstjärnor och i de fall de klumpas ihop blir det snöflingor. Dessa är ett granulärt material och har därmed en mjuk struktur, men snömassor blir mer kompakta om de pressas samman.
När utomhustemperaturen är över 0 °C brukar snö som ligger på marken normalt smälta, vilket kallas tö.

## Snöfall

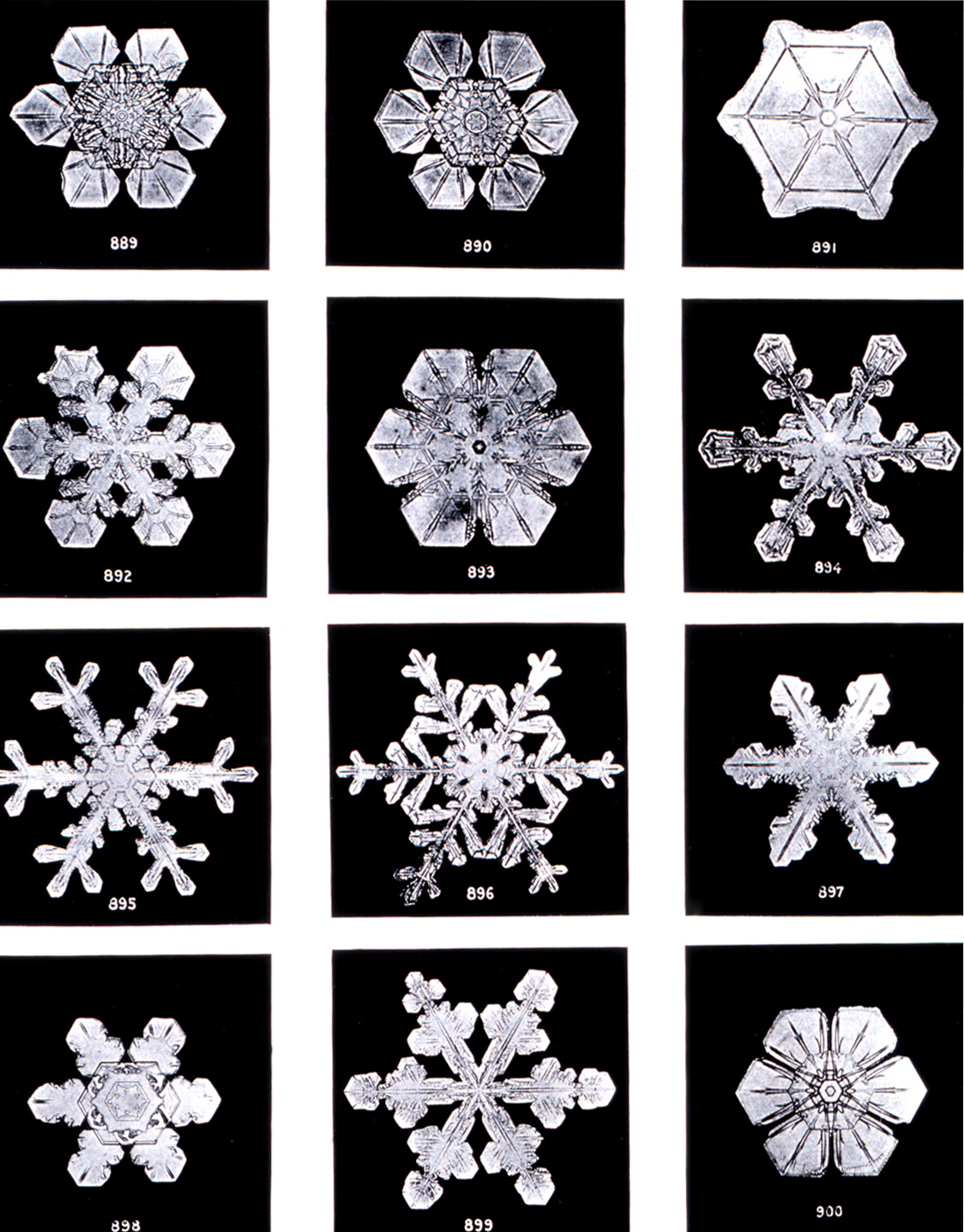
Snöstjärnor.

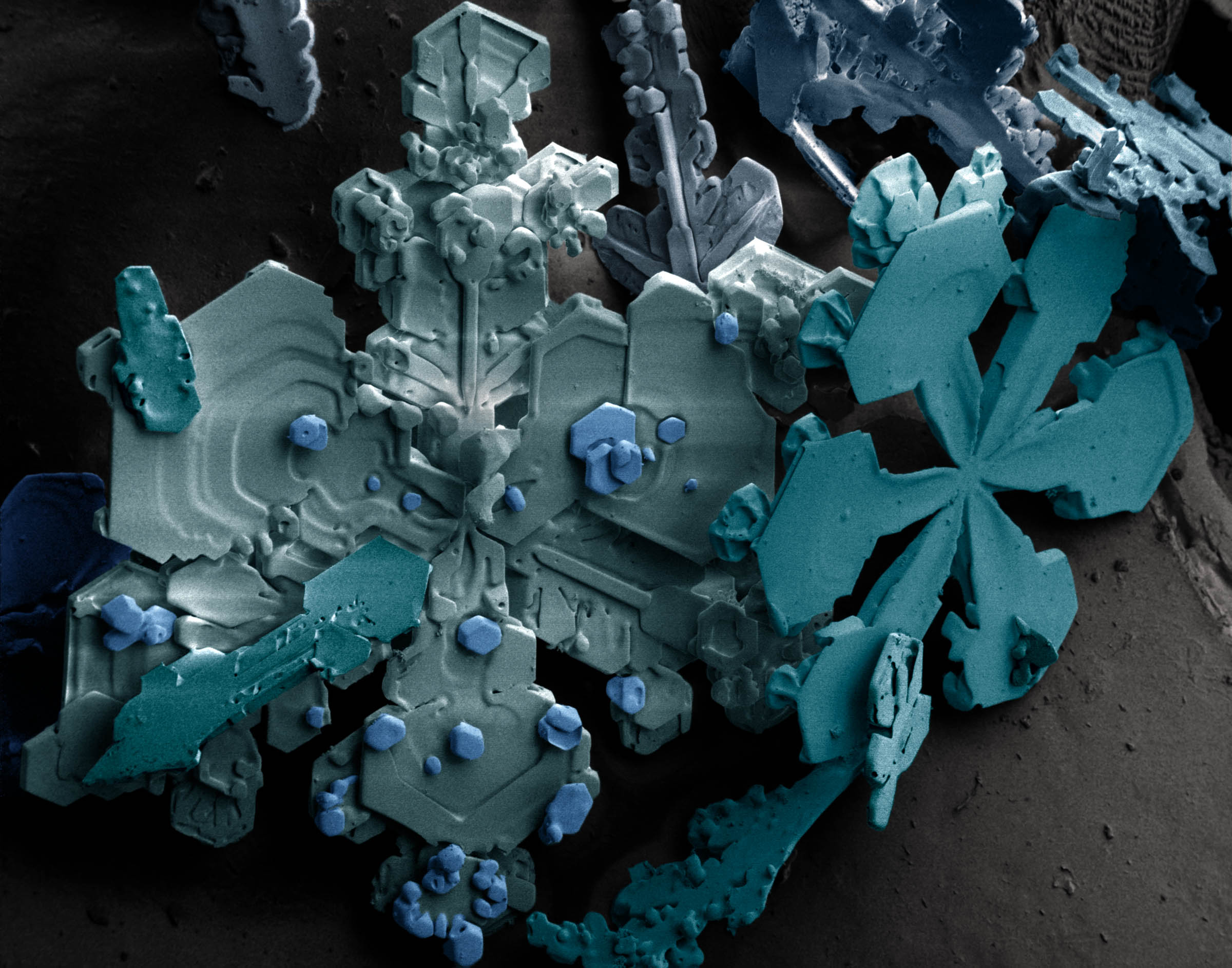
Snöstjärnor sedda i ett elektronmikroskop. Färgerna är pålagda efteråt.

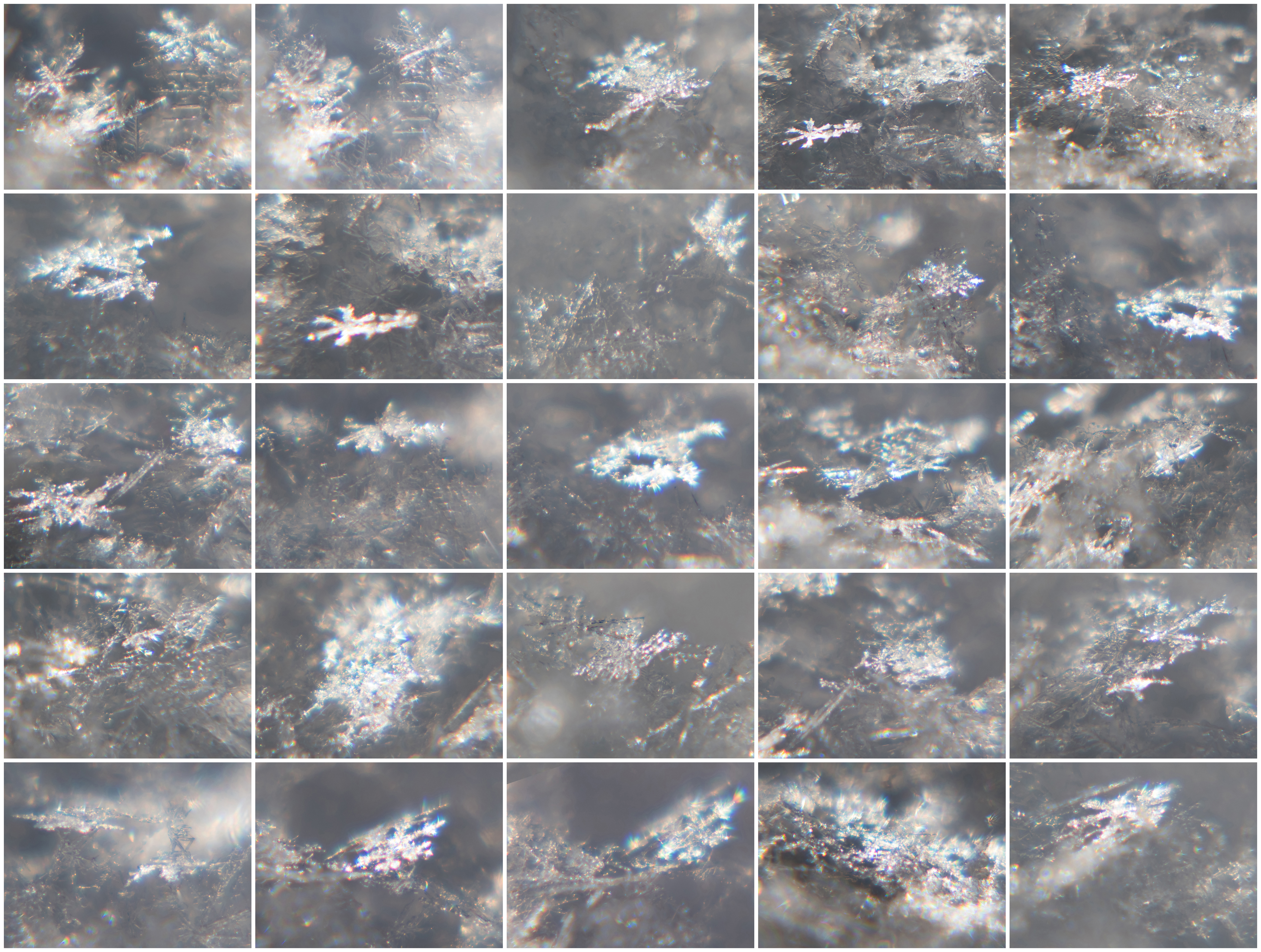
Glittrande snöflingor i nyfallen snö ses som vita ljusfläckar med blotta ögat. De klara kristallerna fungerar som små prismor och bryter ljuset.

### Kristallbildning
Snö uppstår i de övre luftlagren när luft mättad med vattenånga kyls ned i temperaturer under 0 °C, i regel genom adiabatisk utvidgning i en uppåtgående luftström. Då kondenseras en del av vattenångan antingen till fina droppar av överkylt vatten eller också till fina iskristaller. Iskristallerna är vanligen platta och tunna, och har typiskt en sexarmad struktur i likhet med vanlig is. Vilken form denna kristall antar beror på temperatur och fuktighet. Särskilt i temperaturintervallet −12 till −16 grader är tillväxten av iskristallen särskilt gynnsam och ger upphov till den klassiska sexarmade strukturen, en så kallad snöstjärna. Vid högre temperaturer kan snöstjärnan vara trearmad, medan armarna vid riktigt låga temperaturen kan flyta ihop så att flingan blir mer rund. Det stämmer inte att det inte finns två identiska snöstjärnor, men chansen att påträffa två exakt likadana är försvinnande liten.
När snöstjärnor faller genom fuktig luft nära noll grader får de en fukthinna, vilket gör att snöstjärnorna kan fastna på varandra och bilda en snöflinga. Särskilt stora snöflingor som bildas på detta sätt kallas lapphandskar eller lappvantar.

### Snöfall vid plusgrader
Det kan ibland falla snö även vid temperaturer som överstiger noll grader Celsius vid marken, vilket begränsas av den relativa luftfuktigheten. Vid hög luftfuktighet faller nederbörden som regn när temperaturen överstiger noll eller någon plusgrad. Vid lägre luftfuktighet kan det snöa trots att det är flera plusgrader i luften. I Sverige är det sistnämnda vanligt vid övergången från vinter till vår.

### Typer av snöfall och snöliknande nederbörd
När det snöar i samband med en kraftig vind har vi en snöstorm. Sjösnö är nederbörd som bildas i vindens riktning från en större sjö eller ett hav. Några typer av nederbörd med snö eller snöliknande slag beskrivs nedan.

#### Snöby
Kortvarig och ibland kraftig nederbörd av snö kallas för snöby. Sådan kommer från moln av typen cumulonimbus (bymoln). Snöbyar kan dock i vissa fall vara täta och ge ihållande nederbörd, exempelvis i samband med snökanoner. Typiskt för snöbyar är att de börjar och slutar plötsligt, samt att intensiteten varierar.

#### Kornsnö
Kornsnö är nederbörd i form av mycket små, vita, spröda partiklar av is. Partiklarna är platta eller avlånga och vanligen mindre än 1 millimeter. De faller vanligen från moln av typen stratocumulus eller stratus. METAR-koden för kornsnö är SG.

#### Isnålar
Isnålar, även kallat diamantstoft, är nederbörd som faller från en klar himmel och består av mycket små iskristaller som är så tunna att de tycks sväva i luften. METAR-koden för isnålar är IC.

#### Hagel
Man brukar skilja på tre typer av hagel, se nedan.

##### Snöhagel
Snöhagel, eller trindsnö, är nederbörd som liknar kornsnö, men där partiklarna är något större, cirka 2–5 millimeter stora. Snöhagel studsar på hårt underlag och går ofta itu vid landning. METAR-koden GS används för snöhagel. Det är samma kod som för småhagel.

##### Småhagel
Småhagel är hårda och runda iskorn som kan bli upp till 5 millimeter i diameter. Kornen varken studsar eller går sönder, till skillnad från snöhagel. Faller från bymoln och intensiteten kan vara kraftig i samband med blåst.

##### Ishagel
Ishagel är partiklar av is som är större än 5 millimeter i diameter. De kan klumpa ihop sig till ojämna isklumpar och i extrema fall orsaka skador på byggnader och djur. Ishagel faller från väldiga bymoln och förekommer ibland i samband med kraftig åska.

## Snötäcke

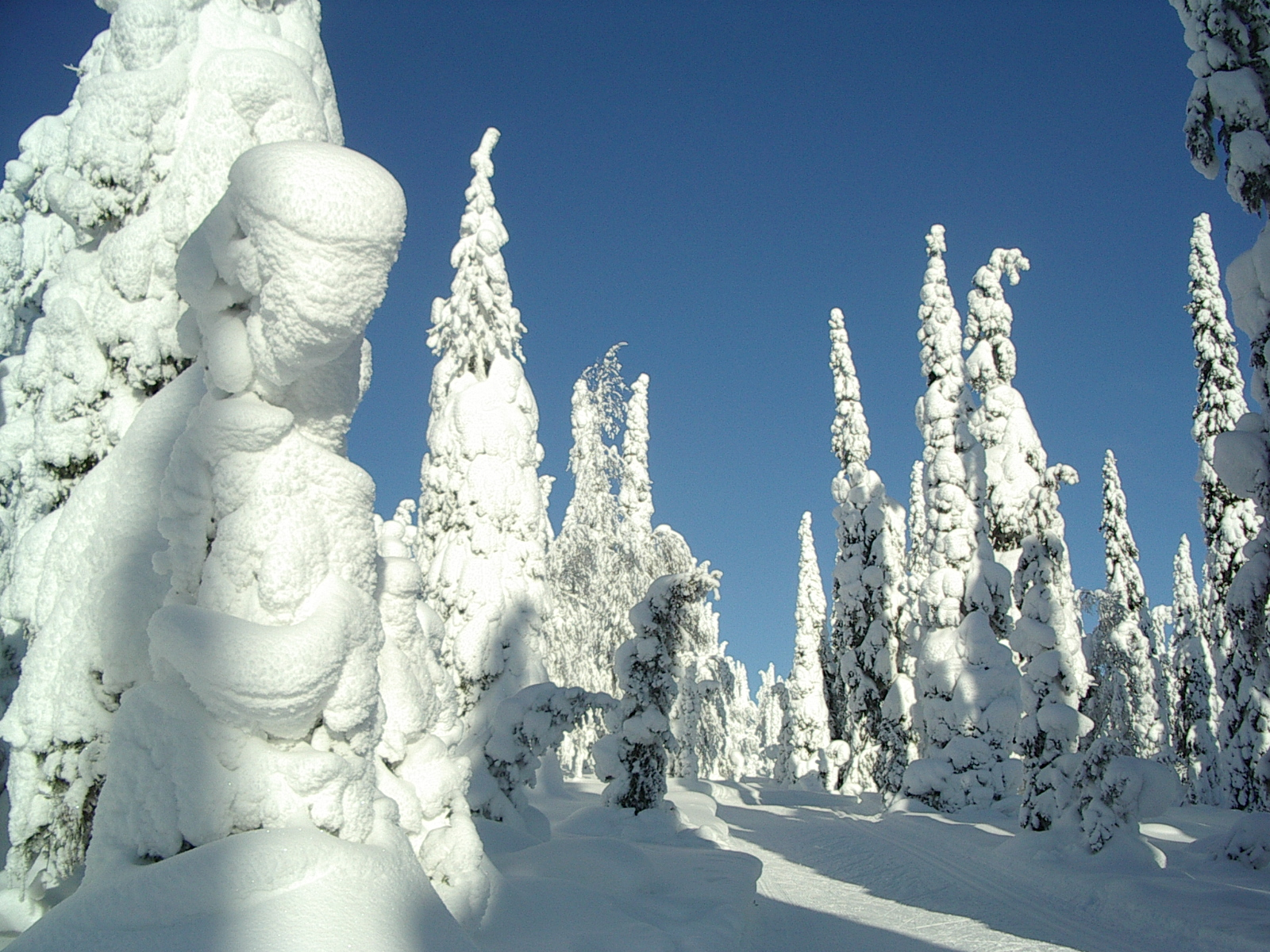
Snötäcke i Kuusamo, Finland, februari 2004.

Snö som faller ner finns kvar till den töar bort eller sublimeras. I kallare klimat kan den ligga kvar en hel vinter; snö som ligger kvar under sommaren kallas glaciär. I tempererade områden tillför snön marken stora vattenmängder när den smälter om våren, vilket får till följd att höjden i vattendrag stiger och att vårflod bildas med strida strömmar; tö kan ibland orsaka slamström och laviner. Snön står i tempererade klimat för en viktig del av vattenförsörjningen. Snö har en god värmeisolerande funktion som förhindrar att växter förfryser.

### Typer av snötäcken

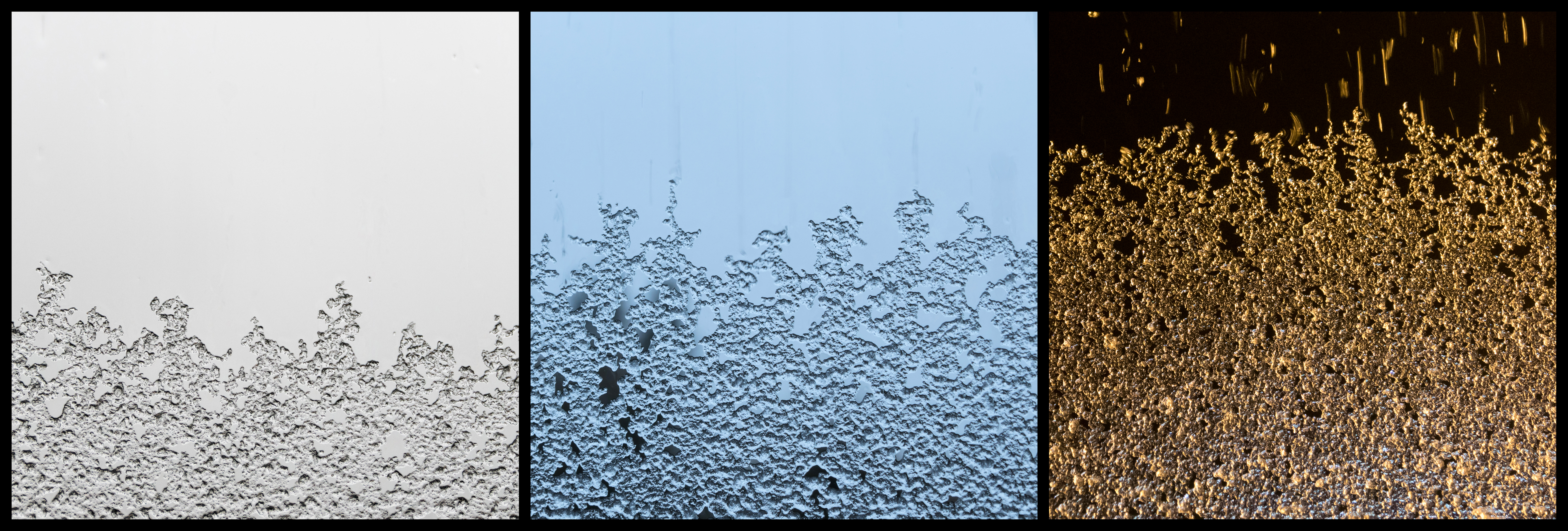
Snöslask på en fönsterruta

- Dagsmeja
- Firn
- Klubbsnö
- Klibbsnö
- Konstsnö
- Kramsnö
- Nysnö
- Pulversnö
- Skare
- Snöslask (slaskar)
- Spårsnö
- Upplega

### Mätning av snödjup

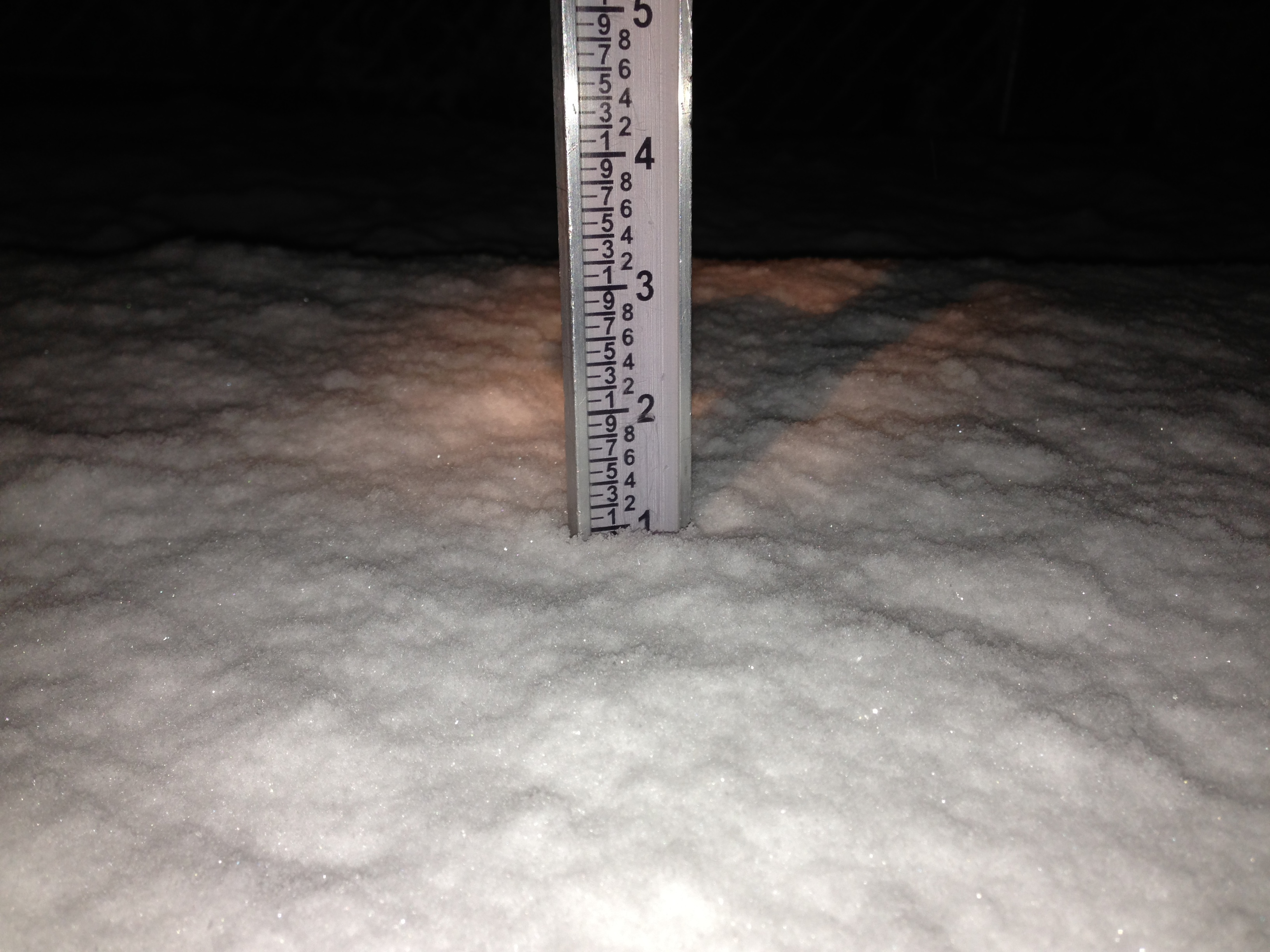
Manuell snödjupsmätning i Nevada i USA.

Av tradition talar man inom meteorologin ofta om snödjup alternativt snöns tjocklek. I tyskan heter det däremot schneehöhe (snöhöjd). På en jämn yta har snötäcket en viss höjd över marken, men i starkt kuperad terräng kan snön fylla svackor. Snödjup mäts i centimeter eller tum beroende på vilken måttenhet som är standard. Tidigare presenterade SMHI enbart snödjup i hela centimeter, men har från och med säsongen 2014–2015 infört ett streckat fält i sin grafiska presentation av snödjupet i Sverige, som innebär att det kan vara allt från enstaka snöfläckar till mer eller mindre heltäckande snötäcke som understiger tre centimeter. Anledningen är att den exakta gränsen mellan snö och barmark kan vara svår att utläsa och sammanställa eftersom snön, särskilt i början av en snösäsong, kan ligga kvar olika länge beroende på exempelvis typ av underlag.
Det vanligaste sättet att mäta snödjup är manuellt med linjal, tumstock eller en fast mätkäpp. Det förekommer även automatiska mätningar med hjälp av ultraljud. En sensor placeras ovanför snötäcket och snödjupet beräknas utifrån tiden det tar för ultraljudssignalen att nå snötäcket och återvända till sensorn. Under 2000-talet görs även försök med laser, som är en tillförlitligare teknik.
Vanligen genomförs mätningar på en någorlunda slät markyta och minst fem mätningar vid varje mättillfälle, där sedan medelvärdet avgör snödjupet. Packning, smältning och avdunstning påverkar snödjupet. Därför kan snödjupet förändras från en dag till en annan, även när det är minusgrader och när det inte fallit ny nederbörd. I USA och vissa andra länder mäter man direkt nysnömängd, som inte påverkas av detta.

### Omvandling från nederbördsmängd till nysnömängd
Eftersom nederbördsmängder avser nederbörd från himlen i smält form behöver man omvandla mängden för att veta vilket snödjup det kan resultera i. Vid nollgradig temperatur brukar sägas att en millimeter nederbörd från himlen motsvarar ungefär en centimeter nysnö på marken. Det är dock inget exakt värde som alltid kan användas, eftersom särskilt temperaturen påverkar värdet. Med hjälp av den så kallade fluffaktorn går det att räkna fram ett mer exakt värde. Vid 80 procents relativ luftfuktighet och -7 °C i luften motsvarar varje millimeter nederbörd två centimeter nysnö, och vid -11 °C motsvarar varje millimeter nederbörd tre centimeter nysnö.

## Förekomst av snö
|  | Snöfall förekommer inom hela området |

|  | Snöfall förekommer på platser under 500 m ö h, med undantag för vissa kust- och subtropiska områden |

|  | Snöfall kan förekomma på somliga platser under 500 m ö h, men är sällsynt |

|  | Snöfall förekommer endast över 500 m ö h |

|  | Snöfall förekommer endast över 2 000 m ö h |

|  | Ingen snö. |

Förekomst av snö i världen (2006)

Sannolikheten för snöfall varierar med årstiden, platsen och andra geografiska förhållanden som latitud och höjd över havet. På latituder nära ekvatorn är det normalt en låg sannolikhet för snöfall; man brukar ange 35° N och 40° S som grova gränsdragningar. Permanent snötäcke, glaciärer, finns på många områden, och det påverkas av faktorer som lutningen av marken, mängden snöfall och vindarna över området. På höga höjder där temperaturen är låg, hittar man till och med i ekvatorområdet höga bergsområden med glaciärer. Sådana exempel är Kilimanjaro i Tanzania och Anderna i de tropiska delarna av Sydamerika.
Omvänt får många områden i Arktis och Antarktis mycket lite nederbörd i form av snöfall trots den stränga kylan, vilket beror på att kall luft, till skillnad från varm, inte kan föra speciellt stora mängder vattenånga från det omgivande havet. Det finns också vissa berg och vulkaner i Bolivia, Chile och Argentina som trots de kyliga höjderna (4 500 – 6 900 m) inte heller får något snöfall.
I Sverige föll åren 1961 – 90 i snitt drygt 10 % av årsnederbörden som snö längst i söder. Samtidigt var över 40 % av årsnederbörden snö i större delen av Lappland.
Utöver Arktis och Antarktis förekommer snö främst i Nordamerika, Europa, Asien (utom de sydligare delarna), Nya Zeeland och sydligaste Sydamerika, men även lokalt i delar av Australien, andra delar av Sydamerika och i delar av Afrika, särskilt i högt belägna områden.

## Snö, människan och djuren

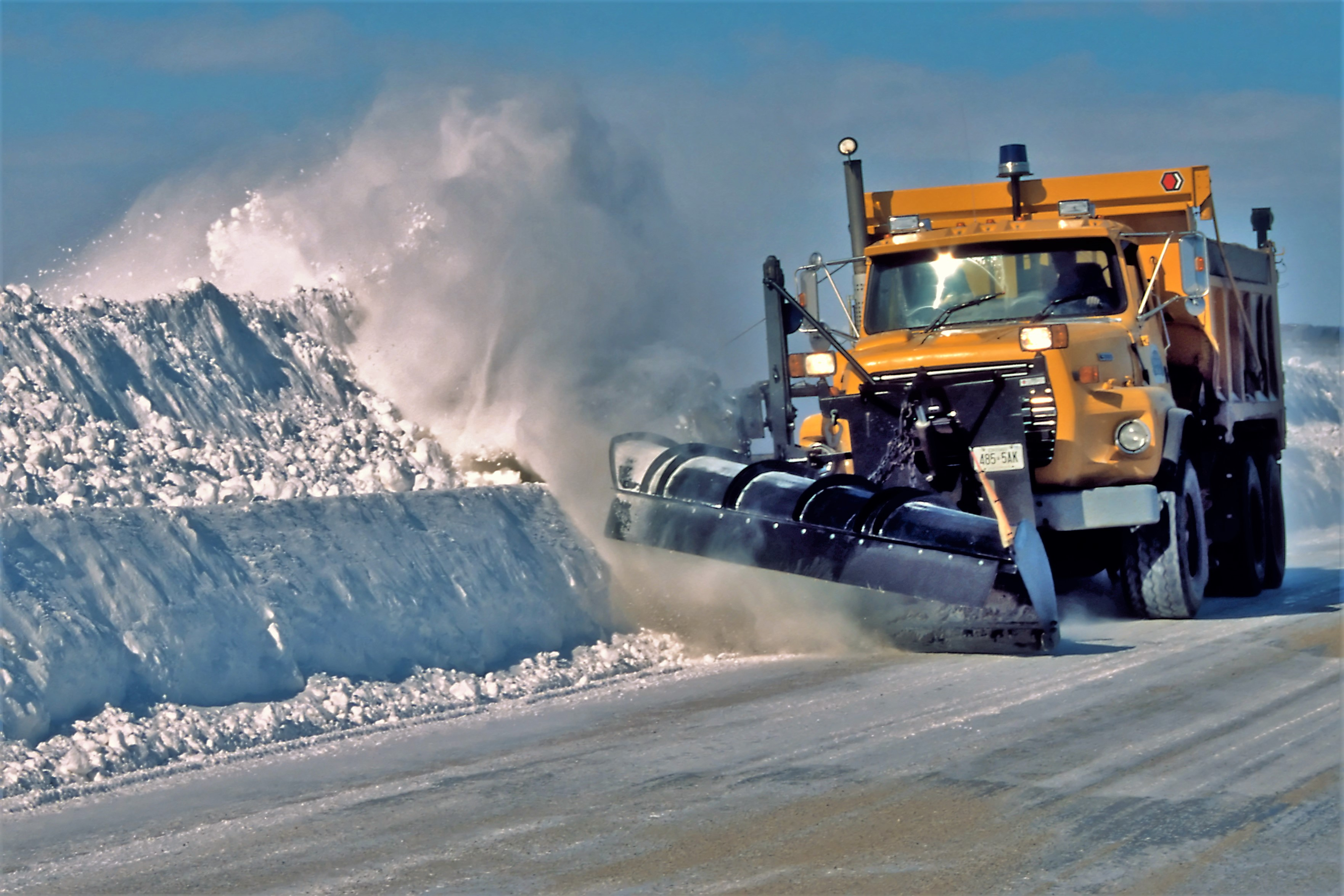
Snöröjning.

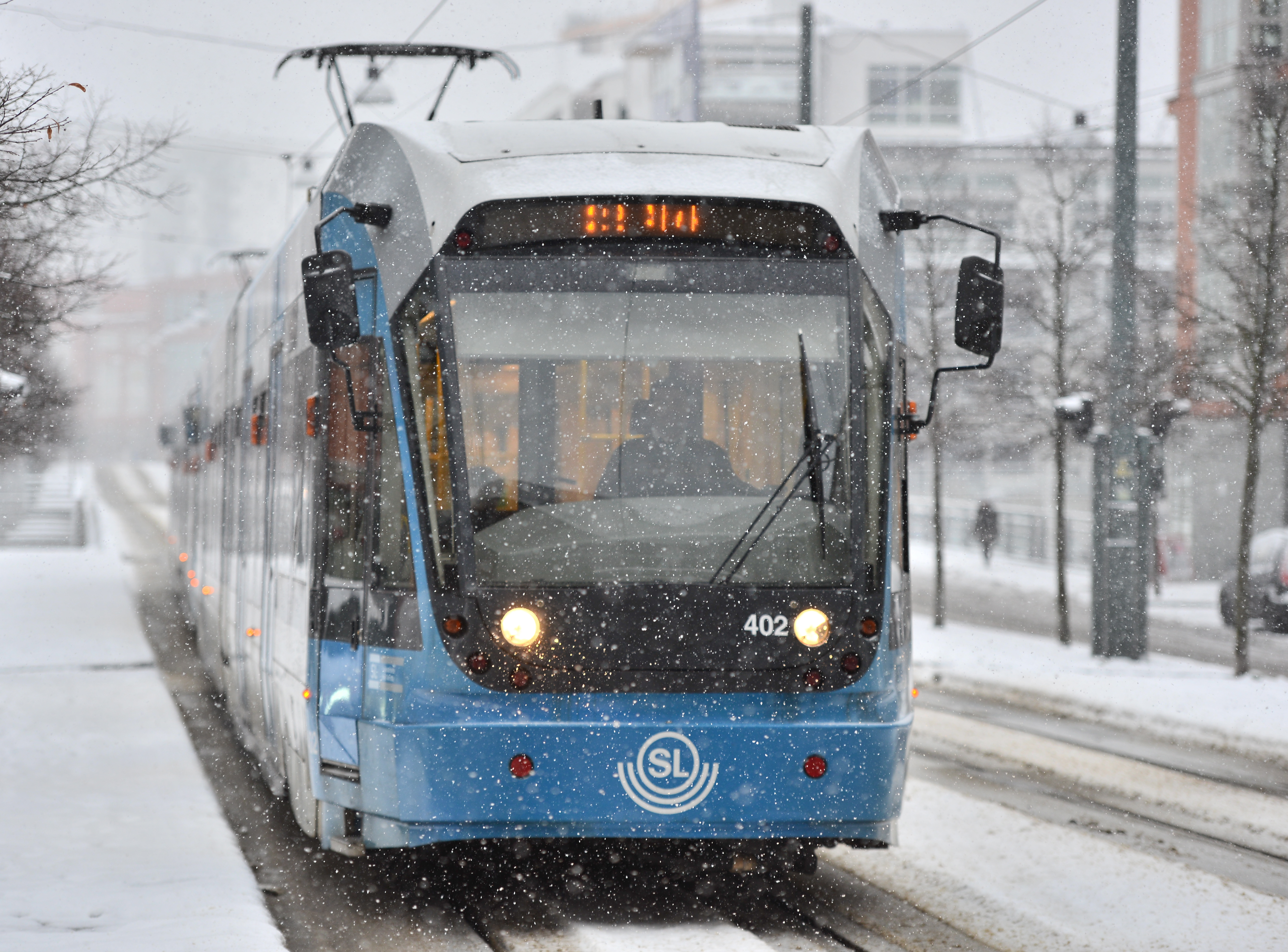
Spårvagn under häftigt snöande i Stockholm i slutet av november 2012.

Snöoväder kan leda till stora störningar i infrastrukturen och i områden där snö ofta förekommer har det därför utvecklats färdmedel som är anpassade till vädret, som snöskoter, släde, pulka, skidor och snöskor. Slädar kan dras av slädhundar, hästar eller andra lokala djur. Häftiga snöfall kan förstöra elledningar, telefonförbindelser och omöjliggöra biltrafik genom att tjocka snötäcken täcker vägbanan, packad snö orsakar halka eller snöfall försvårar sikten. I områden som sällan har snö kan det saknas redskap för snöröjning och snöfall kan då få hela samhällen att stanna upp. I öppna landskap kan vinden samla snön i snödrev, som ofta ställer till problem för trafiken. Snöhalka kan uppkomma i samband med snöfall då bilarna packar ihop snön och det blir halt, särskilt om temperaturen är noll grader eller strax över. 
Snö är en förutsättning för många vintersporter som längdskidåkning, kälkåkning och utförsåkning samt barnlekar. Den kan användas till snöskulpturer, snögubbar och snöbollar. Av ett antal snöbollar kan man göra en snölykta, och med snöbollar kan man starta ett snöbollskrig. En snöängel bildas om en person ligger på rygg över lös snö och flaxar med armar och ben.
De isolerande egenskaper snön har utnyttjas i bivacker och iglooer. I vissa områden finns ishus där snön bevaras efter vår-tö, att användas för kylning av mat eller av medicinska skäl. Packad snö och från en sjö med issåg uppsågad is sparades förr i Sverige och många andra länder under halm eller sågspån, en isstack, för att användas som kylelement under sommaren, men detta bruk har förlorat sin betydelse sedan kyl- och frysskåp har utvecklats.
Om man befinner sig på snö under lång tid och inte skyddar ögonen tillräckligt finns risk för snöblindhet, varvid små sår uppstår på hornhinnan med smärtor i ögonen och känslighet för starkt ljus uppstår. Vid vinteraktiviteter kan skidglasögon användas för att skydda ögonen från snö och starkt solljus.
Förutom mot kylan, används vinterkläder som jackor, termobyxor och overaller också som skydd just mot snön. Mössa, halsduk och balaklava skyddar huvudet, halsen respektive ansiktet. Handskar och vantar skyddar händerna och underlättar vid direktkontakt med snön. För fötterna finns vinterkängor och vinterstövlar som är utformade för att hålla fötterna torra och varma samt ge bra grepp mot underlaget. För att lättare ta sig fram i djup snö kan snöskor användas, som man fäster vid sina ordinarie vinterskor.
Vissa djurarter trivs i snön och kan anpassa sig efter den, medan andra besväras och blir mer utsatta. Exempelvis är sälarter beroende av snö och is för att kunna leva. Skogsharen får vit vinterpäls och kan spärra ut baktassarna likt snöskor för att lättare ta sig fram. Sorkar och lämlar som lever i vinterklimat besväras inte heller av snön. Tvärtom ger snötäcket ett naturligt skydd mot exempelvis fiender ovan mark. Ett djur som däremot är mycket utsatt i djup snö är rådjur, som inte äter kvistar och har mycket svårare för att ta sig fram i snön. Då blir rådjur lätt ett byte för lodjur och ibland även rävar. Vildsvin besväras också av snö och särskilt om det är tjäle har vildsvin svårt för att böka i marken.
Snötäcke gör det lättare att spåra vilda djur i närområdet via fot- eller tassavtryck, spillning och matrester i snön.

### Förtäring och smutsig snö
Det är inte farligt att äta vit och ren snö om man har rena händer. Påståendet att snö kan innehålla maskar är en myt eftersom maskar och larver inte skulle klara kylan. Eventuella bakterier och maskar kommer från orena händer. Däremot kan oren snö som ligger på marken innehålla urin, avföring och föroreningar från exempelvis avgaser och däckslitage. Vid provmätningar i Sverige i början av 2020-talet hittades mikroplaster, zink, koppar och bly i snön på marken i städerna. Föroreningar samlas upp i snön under lång tid. När snön töar bort frigörs vissa föroreningar medan andra hamnar på marken. Hanteringen av den smutsiga snön varierar.
Hundar kan äta snö för att det är gott, roligt eller för att släcka törsten. Så länge hunden inte visar några tecken på irritation är det generellt ofarligt för den, men större mängder kan orsaka diarré.

### Snö i konsten
Ej att förväxla med konstsnö (snökanon) eller snömålning (barn målar på snö).
Att framställa snö i konst (snömåleri, snölandskap) utan att bara lämna tomma vita ytor, innebär särskilda svårigheter. Snö förekommer sällan i antikens länder, utan genren har utvecklats från renässansen och framåt. En pionjär var Pieter Brueghel den äldre.
Bland romaner som tar upp snö finns Barnen ifrån Frostmofjället (1907, filmatiserad 1945), Bergtagen (1924) av Thomas Mann, Fröken Smillas känsla för snö (1992, filmatiserad 1997) och Snö (2002) av Orhan Pamuk. Klas Östergrens roman Renegater (2020) handlar bland annat om en person som samlar på tavlor av snölandskap och innehåller en beskrivning av snön i konsten (sid. 695 ff.); där nämns Pekka Halonen som "den kanske främste snömålaren av alla" (sid. 700).

## Galleri

### Snö

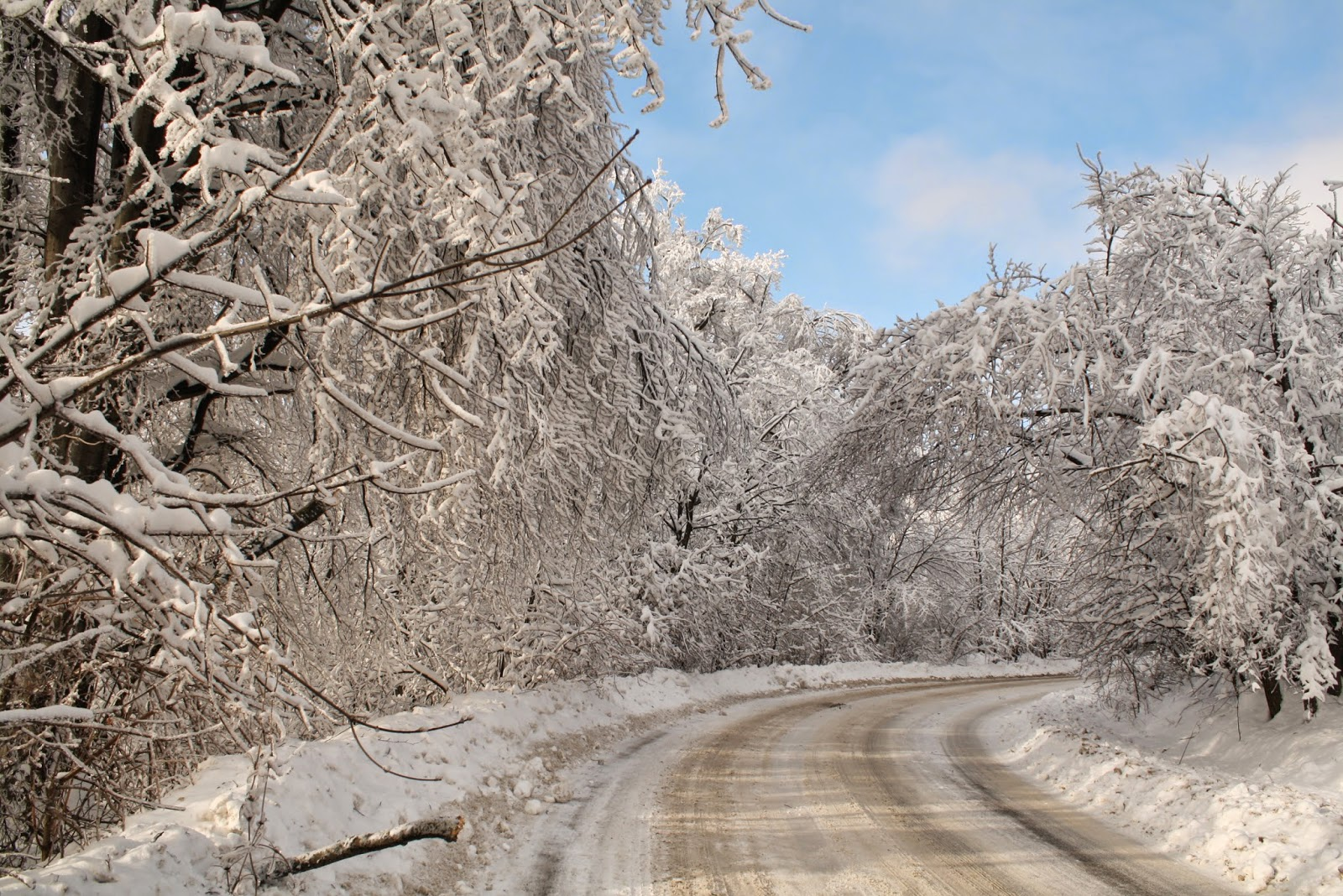
Snöigt väglandskap i Rumänien 2015.
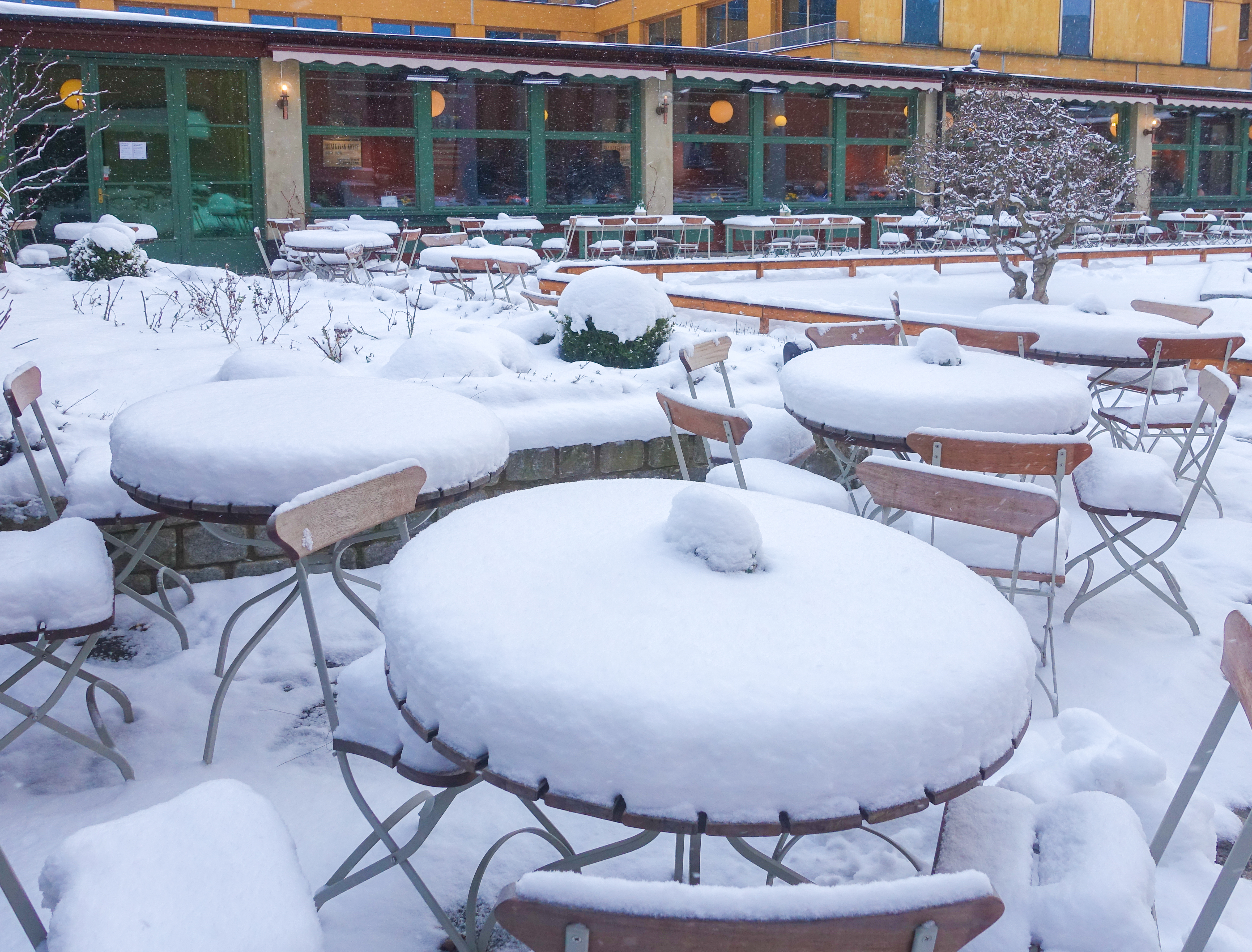
Djup snö på serveringsbord på Liljevalchs konsthall en vårdag 2023.
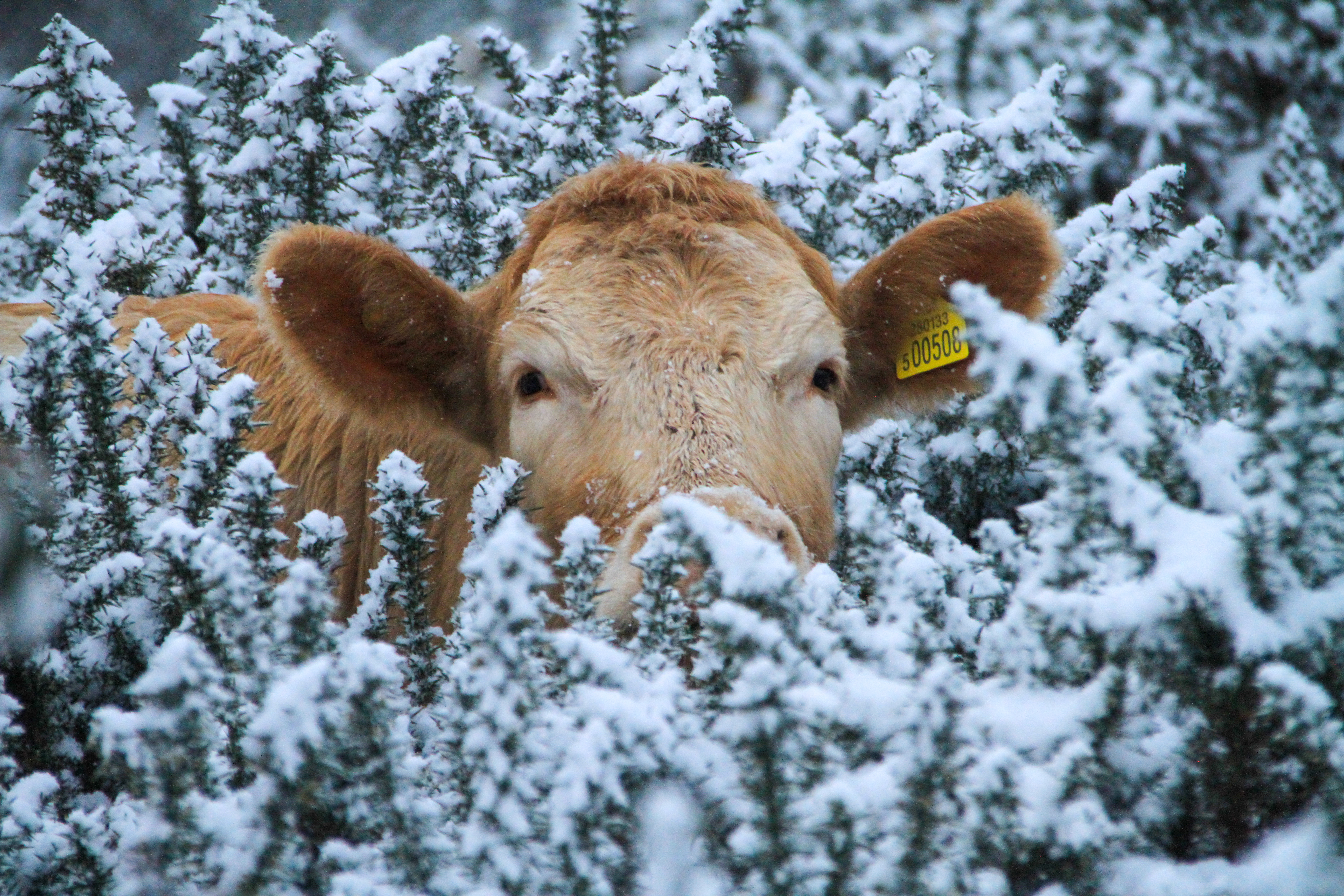
Ko i snön på Greenham Common, West Berkshire, England 2021.
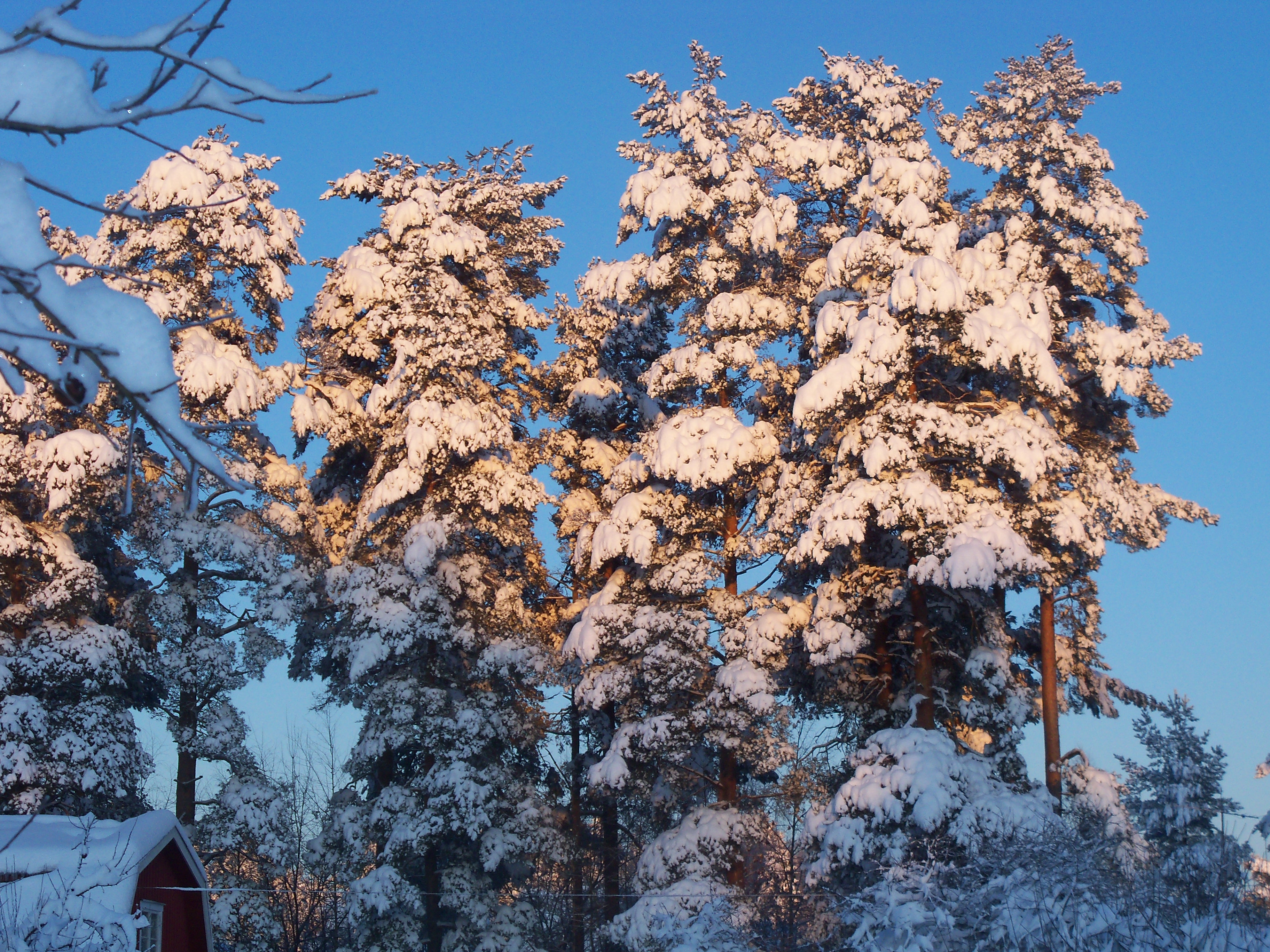
Snö i Säffle, Sverige december 2009

### Snö i konst

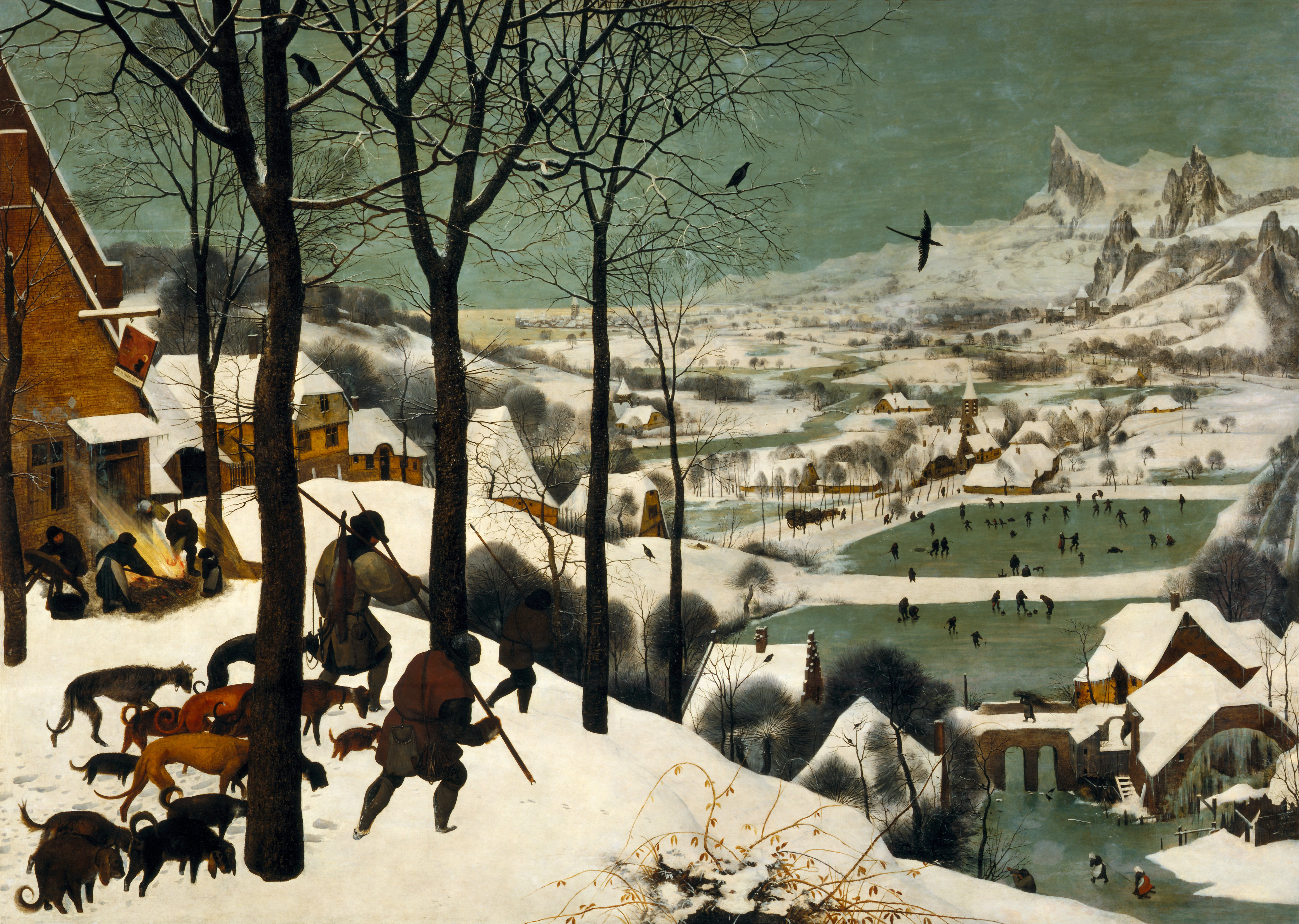
Jägarna i snön (1565) av Brueghel
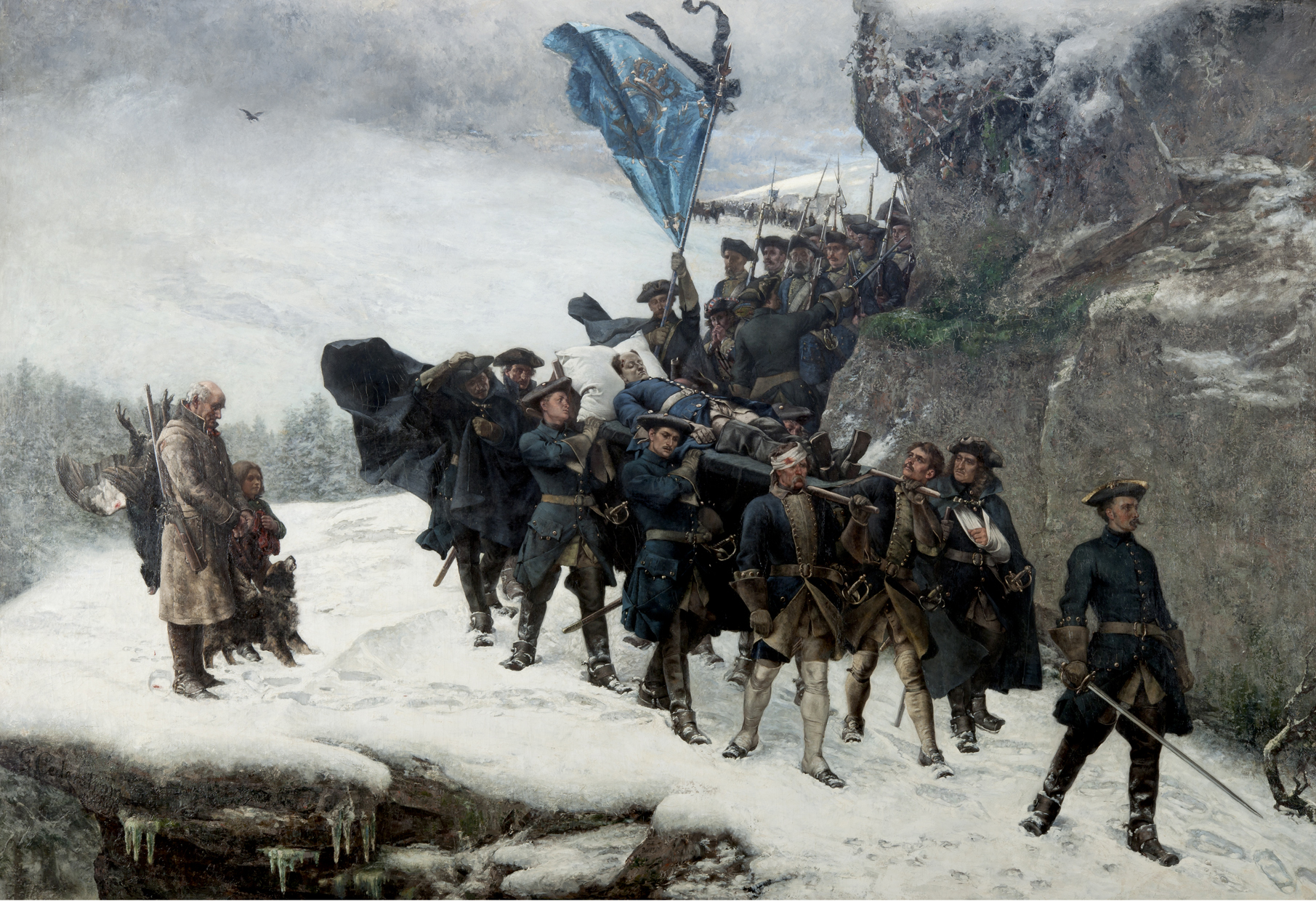
Karl XII:s likfärd (1884) av Cederström
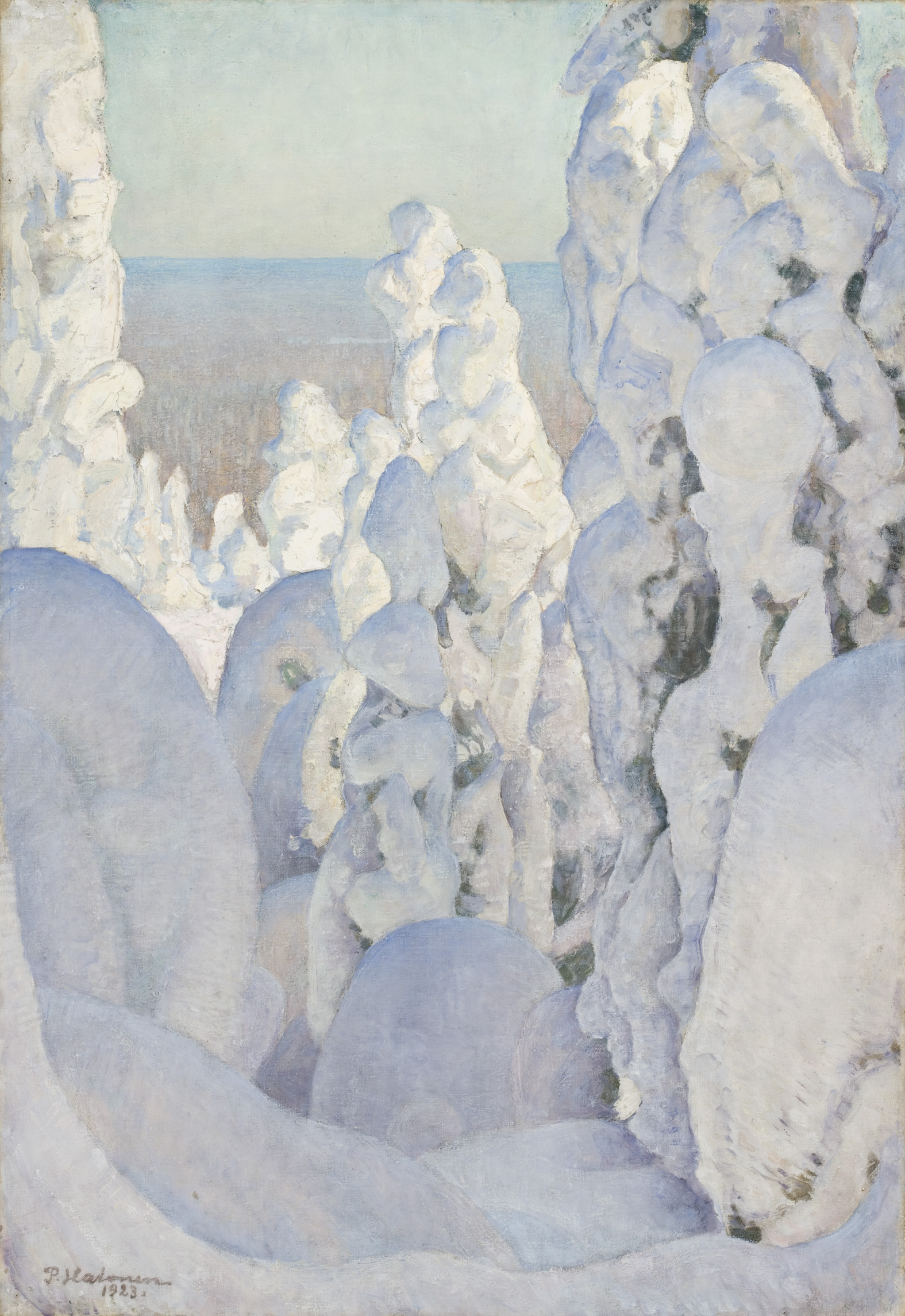
Vinterlandskap i Kinahmi (1923) av Pekka Halonen
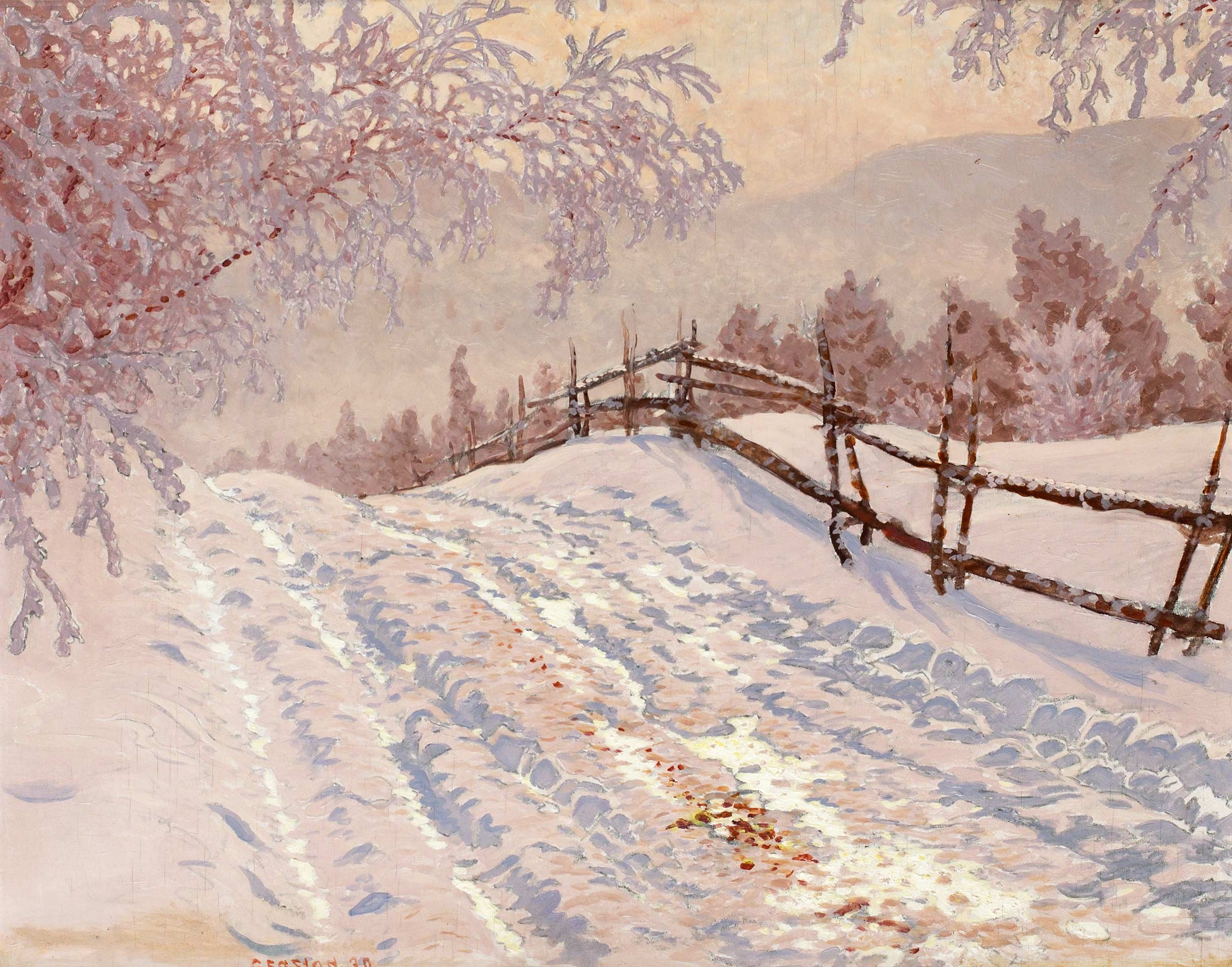
Snötäckt väg med gärdesgård (1930) av Gustaf Fjæstad